# Hrabia Bathurst

## Informacje ogólne
- Dodatkowymi tytułami hrabiego Bathurst są:
  - baron Bathurst of Battlesden
  - baron Apsley
- Najstarszy syn hrabiego Bathurst nosi tytuł lorda Aspley
- Rodową siedzibą hrabiów Bathurst jest Cirencester House w Gloucestershire

## Lista hrabiów Bathurst
Hrabiowie Bathurst 1. kreacji (parostwo Wielkiej Brytanii)
- 1772–1775: Allen Bathurst, 1. hrabia Bathurst
- 1775–1794: Henry Bathurst, 2. hrabia Bathurst
- 1794–1834: Henry Bathurst, 3. hrabia Bathurst
- 1834–1866: Henry George Bathurst, 4. hrabia Bathurst
- 1866–1878: William Lennox Bathurst, 5. hrabia Bathurst
- 1878–1892: Allen Alexander Bathurst, 6. hrabia Bathurst
- 1892–1943: Seymour Henry Bathurst, 7. hrabia Bathurst
- 1943 -: Henry Allen John Bathurst, 8. hrabia Bathurst

Następca 8. hrabiego Bathurst: Allen Christopher Bertram Bathurst, lord Apsley
Następca lorda Aspley: Benjamin George Henry Bathurst